# Atentado a la BBC de 2001
Un atentado a la BBC ocurrió las 12:30 a. m. (GMT) del domingo 4 de marzo de 2001, cuando el IRA Auténtico detonó un coche bomba a las afueras de los estudios y sede de la cadena británica BBC en Wood Lane en el área de White City en el oeste de Londres, Inglaterra, Reino Unido.

## Desarrollo
Entre 10 y 20 libras de un alto explosivo habían sido colocados en un taxi que se había comprado en la mañana del 3 de marzo en Edmonton, al norte de Londres, y abandonado varios metros en frente de la puerta principal del BBC Television Centre en la calle Wood Lane a las 11:00 p. m. (hora local).
Los agentes de policía estaban tratando de llevar a cabo una explosión controlada de la bomba con un robot de desactivación de bombas, cuando el vehículo detonó. El personal ya había sido evacuado después de que la policía recibió un aviso codificado que se había dado a un hospital londinense una hora antes de la explosión. No hubo víctimas mortales, aunque uno de los trabajadores del metro de Londres sufrió cortes en un ojo debido a los vidrios rotos dejados por la explosión. El personal de BBC News cuyas oficinas se encontraban justo por encima del lugar de la explosión, habían sido evacuados a una oficina temporal.
Como la explosión ocurrió justo después de la medianoche, algunos informes iniciales del incidente afirmaban que había ocurrido el 3 de marzo. Cámaras de la BBC captaron el momento exacto de la explosión. El daño resultante, que incluía numerosas ventanas rotas en la entrada principal, fue visto como amaneció.

## Responsabilidad
La bomba fue parte de una campaña de ataques del IRA Auténtico que también incluyó el atentado en Ealing del 3 de agosto de 2001 y un intento de atentado en el centro de Birmingham el 3 de noviembre de 2001.
Más tarde, en noviembre de 2001, tres hombres (Noel Maguire, Robert Hulme, y su hermano Aiden Hulme) fueron detenidos en relación con los tres ataques con bombas. Fueron condenados el 8 de abril de 2003, junto con otros dos hombres (James McCormack y John Hannan), que ya habían admitido los cargos en una audiencia anterior. Los hermanos Hulme fueron encarcelados durante 20 años; Maguire, que según el juez tuvo «un papel importante en la conspiración de bombardeo», fue condenado a 22 años; McCormack, que el juez dijo que había jugado la parte más seria de los cinco, también recibió 22 años; y Hannan, quien tenía 17 años en el momento de los hechos, se le dio 16 años de prisión.